# Venkatraman Ramakrishnan
Venkatraman "Venki" Ramakrishnan (født 5. april 1952) er en amerikansk og britisk strukturel biolog af indisk oprindelse. Siden november 2015 har han været præsident for Royal Society. I 2009 modtog han nobelprisen i kemi sammen med Thomas A. Steitz og Ada Yonath, "for studier af strukturen og funktionen af ribosomet".
Siden 1999 har han arbejdet som leder for en gruppe på  Medical Research Council (MRC) Laboratory of Molecular Biology (LMB) på Cambridge Biomedical Campus, hvor han også er underdirektør.